# Puchar Świata w kolarstwie przełajowym 2010/2011
Puchar Świata w kolarstwie przełajowym w sezonie 2010/2011 to 18. edycja tej imprezy. Organizowany przez UCI, obejmował osiem zawodów dla mężczyzn oraz siedem dla kobiet. Pierwszy wyścig odbył się 17 października 2010 roku w szwajcarskim Aigle, a ostatni 23 stycznia 2011 roku w holenderskim Hoogerheide. 
Trofeum sprzed roku bronili Czech Zdeněk Štybar wśród mężczyzn oraz Holenderka Daphny van den Brand wśród kobiet. W tym sezonie triumfowali: Belg Niels Albert wśród mężczyzn, a wśród kobiet najlepsza była inna reprezentantka Holandii - Sanne van Paassen.

## Wyniki

### Mężczyźni
| Lp | Miejscowość    | Data                 | 1. miejsce    | 2. miejsce     | 3. miejsce    |
| -- | -------------- | -------------------- | ------------- | -------------- | ------------- |
| 1. | Aigle          | 17 października 2010 | Zdeněk Štybar | Niels Albert   | Kevin Pauwels |
| 2. | Pilzno         | 24 października 2010 | Zdeněk Štybar | Kevin Pauwels  | Niels Albert  |
| 3. | Koksijde       | 27 listopada 2010    | Niels Albert  | Zdeněk Štybar  | Sven Nys      |
| 4. | Igorre         | 5 grudnia 2010       | Niels Albert  | Francis Mourey | Sven Nys      |
| 5. | Kalmthout      | 19 grudnia 2010      | Tom Meeusen   | Sven Nys       | Kevin Pauwels |
| 6. | Heusden-Zolder | 26 grudnia 2010      | Lars Boom     | Niels Albert   | Bart Wellens  |
| 7. | Pontchâteau    | 16 stycznia 2011     | Kevin Pauwels | Niels Albert   | Sven Nys      |
| 8. | Hoogerheide    | 23 stycznia 2011     | Niels Albert  | Kevin Pauwels  | Sven Nys      |

### Kobiety
| Lp | Miejscowość    | Data                 | 1. miejsce        | 2. miejsce           | 3. miejsce               |
| -- | -------------- | -------------------- | ----------------- | -------------------- | ------------------------ |
| 1. | Aigle          | 17 października 2010 | Katie Compton     | Daphny van den Brand | Kateřina Nash            |
| 2. | Pilzno         | 24 października 2010 | Sanne van Paassen | Daphny van den Brand | Kateřina Nash            |
| 3. | Koksijde       | 27 listopada 2010    | Katie Compton     | Daphny van den Brand | Sanne van Paassen        |
| 4. | Kalmthout      | 19 grudnia 2010      | Katie Compton     | Marianne Vos         | Kateřina Nash            |
| 5. | Heusden-Zolder | 26 grudnia 2010      | Katie Compton     | Marianne Vos         | Sanne van Paassen        |
| 6. | Pontchâteau    | 16 stycznia 2011     | Marianne Vos      | Hanka Kupfernagel    | Christel Ferrier-Bruneau |
| 7. | Hoogerheide    | 23 stycznia 2011     | Katie Compton     | Hanka Kupfernagel    | Marianne Vos             |

## Klasyfikacja generalna
| Lp. | Zawodnik              | Punkty |
| --- | --------------------- | ------ |
| 1.  | Niels Albert          | 570    |
| 2.  | Kevin Pauwels         | 499    |
| 3.  | Sven Nys              | 484    |
| 4.  | Bart Aernouts         | 392    |
| 5.  | Francis Mourey        | 369    |
| 6.  | Klaas Vantornout      | 357    |
| 7.  | Gerben de Knegt       | 341    |
| 8.  | Philipp Walsleben     | 330    |
| 9.  | Dieter Vanthourenhout | 299    |
| 10. | Bart Wellens          | 294    |

| Lp. | Zawodniczka              | Punkty |
| --- | ------------------------ | ------ |
| 1.  | Sanne van Paassen        | 310    |
| 2.  | Katie Compton            | 300    |
| 3.  | Marianne Vos             | 205    |
| 4.  | Sanne Cant               | 203    |
| 5.  | Hanka Kupfernagel        | 198    |
| 6.  | Daphny van den Brand     | 190    |
| 7.  | Christel Ferrier-Bruneau | 187    |
| 7.  | Pavla Havlíková          | 187    |
| 9.  | Kateřina Nash            | 170    |
| 10. | Helen Wyman              | 166    |